# Matías Romero (Oaxaca)
Matías Romero Avendaño is een stad in de Mexicaanse staat Oaxaca. De plaats heeft 19.899 inwoners (census 2005) en is de hoofdplaats van de gemeente Matías Romero Avendaño.
De plaats is gelegen in een heuvelachtig gedeelte van de landengte van Tehuantepec bij een bocht van de Río Coatzacoalcos, nabij de 'pas' die het laagste punt vormt tussen de Atlantische en Grote Oceaan. Een groot deel van de bevolking bestaat uit Zapoteken, Mixe en Zoque.
De plaats werd gesticht in 1906 als Rincón Viejo als spoorwegstation aan de spoorweg die de landengte van Tehuantepec doorkruiste van Coatzacoalcos aan de Golf van Mexico tot Salina Cruz aan de Grote Oceaan. In 1950 kreeg de plaats haar huidige naam, genoemd naar de diplomaat Matías Romero.

## Geboren
- Lupita Tovar (1910-2016), actrice